# 小行星16962
小行星16962（16962 Elizawoolard）是一颗绕太阳运转的小行星，为主小行星带小行星。该小行星于1998年8月28日发现。

## 轨道参数
小行星16962的轨道半长轴为2.4124058 UA，离心率为0.122。